# Álvaro Corcuera
Álvaro Corcuera Martínez del Río LC (Mexikóváros, 1957. július 22. – Mexikóváros, 2014. június 30.) mexikói, római katolikus pap. A Krisztus Légiója Kongregáció katolikus szerzetesrend generálisa volt 2005-2014 között.

## Fiatalkora
Álvaro Corcuera Martínez del Río 1957. július 22-én született Mexikóvárosban. Szülei Pablo L. Corcuera García Pimentel és Ana Francisca Martínez del Río Fernández de Henestrosa de Corcuera voltak. 12 évesen iskolatársaival Írországba utazott a rend által fenntartott iskola szervezésében. Dublinban érezte először a papi hivatásra való késztetést. 1971. júniusában belépett az első ECyD csapatba.
1974-ben a rend világi szervezetének, a Regnum Christinek a tagja lett. 1975-1979 között a mexikói Anáhuac Egyetemen tanult pedagógiát.
1979-ben részt vett II. János Pál pápa mexikói útjának megszervezésében. Ugyanebben az évben belépett a Legio Christi szerzetesrendbe.
1985. december 24-én került sor papszentelésére Rómában a Guadeloupe-i Szűzanya Plébánián, Eduardo Martínez Somalo bíboros kézrátételével, aki akkoriban a Szerzetesi Kongregáció prefektusa volt.

## Pappá szentelése után
1987-2005 között a római Felsőfokú Tanulmányi Központ rektora.
2001-ben a Püspöki Kongregáció tanácsadójává nevezték ki. 2005. januárban megválasztották a Krisztus Légiója Kongregáció és a Regnum Christi Apostoli Mozgalom generálisává.
2012. októberében Velasio de Paolis bíboros, pápai megbízott bejelentette, hogy a generális visszavonul a szerzetesrend következő rendkívüli általános nagykáptalan üléséig.
2013. januárjában agydaganatot diagnosztizáltak nála. A generális 2014. június 30-án hunyt el Mexikóvárosban.